# Fukushima (cidade)

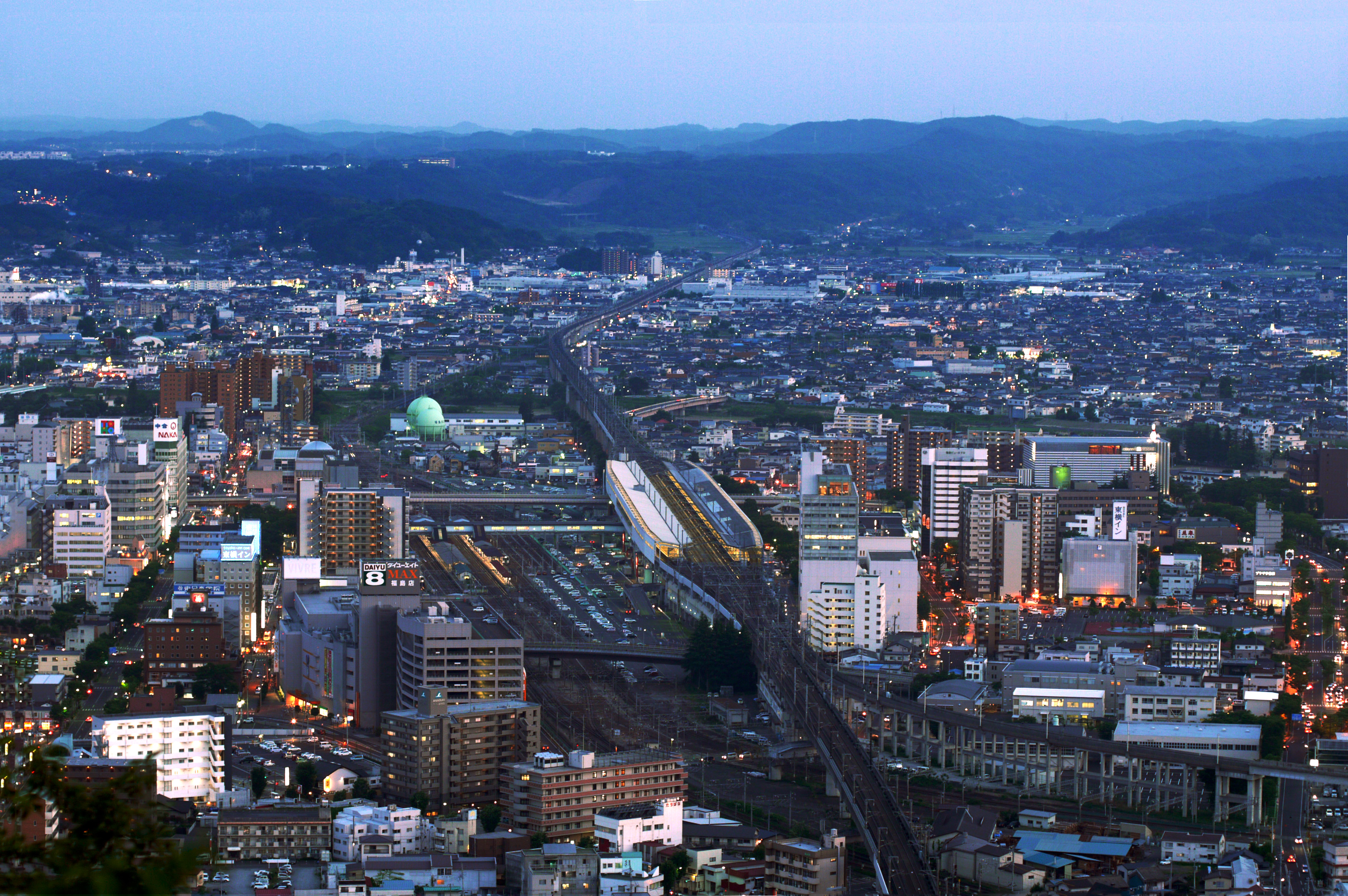
Vista da área central de Fukushima.

Fukushima ou Fucuxima (em japonês: 福島市, transl. Fukushima-shi, pronuncia-se AFI: [ɸu͍̥ku͍ꜜɕima], com o shima atonal ou "Fhûkúsh-ma" em uma aproximação leiga à pronúncia em português) é uma cidade do Japão, capital da província de Fukushima, na região de Tohoku.
A cidade encontra-se a 250 quilômetros a norte de Tóquio.
Em 1 de junho de 2019 a cidade tinha uma população estimada em 287 357 habitantes e uma densidade populacional de 370 h/km². Tem uma área total de 767,72 km².
Recebeu o estatuto de cidade a 1º de abril de 1907.

## Impactos do sismo e do acidente nuclear de 2011 sobre a cidade
Depois do terremoto e do tsunami de Sendai, em 11 de março de 2011, a cidade de Fukushima sofreu grandes danos, escassez de água e racionamento de combustíveis.
A cidade também foi gravemente afetada pelas fugas radioativas decorrentes do acidente nuclear de Fukushima I. Apesar de se encontrar fora da zona de exclusão de 30 kilômetros de raio, estabelecida após o desastre, os ventos provocaram a precipitação de uma grande quantidade de partículas radioativas sobre a cidade. Na ocasião, a organização ambientalista Greenpeace solicitou ao primeiro-ministro japonês, Naoto Kan, a evacuação de Fukushima (situada a 70 quilômetros da central atômica) e a sua incorporação à zona de exclusão, juntamente com toda a área compreendida entre a cidade e a central nuclear. No entanto, isto não foi feito, pois o governo japonês preferiu aguardar a estabilização da usina, esperando que os níveis de radiação da cidade diminuíssem. Embora a Central Nuclear de Fukushima I esteja em Okuma, a cerca de 50 milhas de distância de Fukushima, muitos moradores da zona de exclusão criada ao redor da usina foram deslocados para lá. Os níveis de radiação perto da usina atingiram o pico de 400 milissieverts, após o terremoto e tsunami. Houve também um aumento dos níveis de radiação em Tóquio (a 240 km de Fukushima) e outras cidades do Japão. Em novembro de 2011, o governo japonês comunicou que proibiria a venda de arroz de uma área da cidade de Fukushima, após detectar níveis de césio acima do limite de tolerância.

## Cidades-irmãs
- Baden-Baden, Alemanha
- Bairro de Arakawa (Tóquio), Japão